# Taktartsangivelse

På notraden följer taktartangivelsen efter symboler för klav och förtecken. Exemplet anger ¾-takt, en taktart med tre fjärdedelsnoter per takt.

Taktartsangivelse (även taktartssignatur) är en musikteoretisk notation som anger taktarten genom ett bråktal, där täljaren anger taktslag per takt och nämnaren anger taktslagets notvärde.
Vissa vanligt förekommande taktarter kan anges med andra tecken, exempelvis  (Common time, 4/4) och  (Alla breve, 2/2).